# Saison 5 de The Office
Chronologie
Saison 4 Saison 6
La cinquième saison de The Office, comédie télévisée américaine créée par Ricky Gervais et Stephen Merchant, est diffusée du 25 septembre 2008 au 14 mai 2009 aux États-Unis sur NBC. La saison comporte 28 épisodes, dont 24 épisodes d'une demi-heure et deux épisodes d'une heure.
Adaptation américaine développée par Greg Daniels de la série télévisée britannique du même nom, The Office met en scène sous forme de documenteur le quotidien d'employés de bureau de l'entreprise de papier fictive Dunder Mifflin, située à Scranton en Pennsylvanie. La distribution principale est composée de Steve Carell, Rainn Wilson, John Krasinski, Jenna Fischer et B. J. Novak. Les seconds rôles sont interprétés par Ed Helms, Melora Hardin, Leslie David Baker, Brian Baumgartner, Creed Bratton, Kate Flannery, Mindy Kaling, Angela Kinsey, Paul Lieberstein, Oscar Nuñez, Craig Robinson et Phyllis Smith.
La cinquième saison de The Office est diffusée le jeudi à 21 heures (heure de l'Est) aux États-Unis. La saison connaît une hausse d'audience par rapport aux saisons précédentes et reçoit des critiques positives. La saison sort en DVD et Blu-Ray par Universal Studios Home Entertainment le 9 septembre 2009.

## Synopsis
La série met en scène le quotidien des employés de bureau d'une société de vente de papier, Dunder Mifflin, à Scranton en Pennsylvanie, au travers de personnages hétérogènes et des relations, amitiés, amours et événements de leur vie.

## Distribution

### Acteurs principaux
- Steve Carell (VF : Constantin Pappas) : Michael Scott, directeur régional de la succursale de Scranton de Dunder Mifflin[2]. Librement inspiré de David Brent, incarné par Ricky Gervais dans la version britannique[3], Scott est un homme ignorant et solitaire, qui tente de se faire des amis en amusant ses employés, au risque de se ridiculiser.
- Rainn Wilson (VF : Philippe Siboulet) : Dwight Schrute, le représentant commercial le plus performant du bureau, inspiré de Gareth Keenan[4].
- John Krasinski (VF : Stéphane Pouplard) : Jim Halpert, un représentant commercial farceur, inspiré de Tim Canterbury, qui est amoureux de Pam Beesly, la réceptionniste[5].
- Jenna Fischer (VF : Amélie Gonin) : Pam Beesly, basée sur Dawn Tinsley. Elle est une réceptionniste timide, souvent de mèche avec Jim pour faire des farces à Dwight[6].
- B. J. Novak (VF : Thibaut Belfodil) : Ryan Howard, inspiré par Ricky Howard et Neil Godwin. Arrêté à la fin de la quatrième saison alors qu'il occupe le poste de vice-président de la région Nord-Est et directeur des nouveaux médias, il revient à Scranton en tant qu'intérimaire dans la cinquième saison. Dans l'épisode Le Retour de Toby, Ryan quitte le bureau pour se rendre en Thaïlande. Novak a en fait pris un congé de la série pour apparaître dans le film  Inglourious Basterds (2009) de Quentin Tarantino[7], bien qu'il ait repris son rôle plus tard dans la saison[8].

### Acteurs secondaires
- Ed Helms (VF : Olivier Cordina) : Andy Bernard, un vendeur chic avec des problèmes de colère.
- Melora Hardin (VF : Laurence Bréheret) : Jan Levinson-Gould, une ancienne employée de Dunder Mifflin et petite amie de Michael qui n'est présente qu'au début de la saison.
- Leslie David Baker (VF : Bruno Henry) : Stanley Hudson, un vendeur grincheux.
- Brian Baumgartner (VF : Yves-Henri Salerne) : Kevin Malone, un comptable simple d'esprit.
- Creed Bratton (VF : Frédéric Cerdal) : Creed Bratton, le responsable mystérieux de l'assurance qualité du bureau.
- Kate Flannery (VF : Marie-Christine Robert) : Meredith Palmer, représentante des relations d'approvisionnement alcoolique et désinhibée.
- Mindy Kaling (VF : Audrey Sablé) : Kelly Kapoor, la représentante du service clientèle obsédée par la culture pop.
- Angela Kinsey (VF : Josy Bernard) : Angela Martin, une comptable autoritaire amoureuse de Dwight.
- Paul Lieberstein (VF : Martin Brieuc) : Toby Flenderson, représentant des ressources humaines au regard triste qui est parti au Costa Rica dans le dernier épisode de la quatrième saison et qui revient pour remplacer Holly Flax.
- Oscar Nuñez (VF : Tony Joudrier) : Oscar Martinez, un comptable intelligent.
- Craig Robinson (VF : Pascal Vilmen) : Darryl Philbin, responsable de l'entrepôt.
- Phyllis Smith (VF : Marie-Martine) : Phyllis Lapin, une vendeuse timide et sympathique.

### Invités spéciaux
- Amy Ryan (VF : Dominique Lelong) : Holly Flax, l'amour de Michael.
- Idris Elba (VF : Max Aulivier) : Charles Miner, le nouveau vice-président de la région Nord-Est.

### Acteurs récurrents
- Andy Buckley (VF : Jacques Faugeron) : David Wallace, le directeur financier de Dunder Mifflin.
- Bobby Ray Shafer (VF : Richard Leroussel) : Bob Vance, le mari de Phyllis, qui dirige Vance Refrigeration.
- Hugh Dane (VF : Richard Leroussel) : Hank Tate, le gardien de l'immeuble.
- Lisa K. Wyatt (VF : Marie-Brigitte Andrei) : Lynn, dont est amoureux Kevin.
- Ellie Kemper (VF : Lydia Cherton) : Erin Hannon, la nouvelle réceptionniste après le départ de Pam pour la Michael Scott Paper Company. Elle est le nouvel amour d'Andy.

### Invités notables
- David Denman (VF : Jérôme Berthoud) : Roy Anderson, un ancien manutentionnaire et ex-fiancé de Pam, qui travaille maintenant dans un magasin de vitamines.
- Wendi McLendon-Covey : Marie, concierge dans un hôtel au Canada.
- Dan Bakkedahl : Roger Prince Jr, le fils du propriétaire de Prince Family Paper.
- Rick Overton : William Beesly, le père de Pam.
- Rashida Jones (VF : Julie Dumas) : Karen Filippelli, l'ex-petite amie de Jim, qui est maintenant directrice régionale de la succursale d'Utica.
- Rob Huebel : A.J., le petit ami de Holly à la succursale de Nashua.
- Katie Aselton : Glove Girl, une femme sans nom que Michael rencontre lors d'une collecte de sang.
- Ranjit Chowdhry (VF : Michel Laroussi) : Vikram, un télévendeur avec lequel Michael a travaillé.
- Connie Sawyer : "Nana" Scott, la grand-mère de Michael.

 Source et légende : version française (VF) sur RS Doublage et Allodoublage.

## Production
La cinquième saison de The Office est produite par Reveille Productions et Deedle-Dee Productions, en association avec NBC Universal Television Studios. La série est basée sur la série britannique du même nom créée par Ricky Gervais et Stephen Merchant, tous deux producteurs délégués des versions américaine et britannique. The Office est produite par Greg Daniels, qui en est également le producteur délégué. Daniels tient un rôle limité dans cette saison, n'écrivant pas d'épisode, car occupé à écrire sa nouvelle série, Parks and Recreation, qu'il a cocréée avec le scénariste et producteur de The Office, Michael Schur,. Les scénaristes de la saison précédente sont Mindy Kaling, B. J. Novak, Paul Lieberstein, Lee Eisenberg, Gene Stupnitsky, Lester Lewis, Brent Forrester, Justin Spitzer et Jennifer Celotta sont à nouveau présents pour la cinquième saison. Cette saison voit l'arrivée de nombreux nouveaux scénaristes, dont Ryan Koh, Aaron Shure, Charlie Grandy, Anthony Q. Farrell, Warren Lieberstein et Halsted Sullivan. Paul Lieberstein et Celotta sont promus producteurs délégués, Lieberstein devenant le nouveau showrunner, pour prendre la relève de Daniels. Kaling, Novak, Eisenberg et Stupnitsky sont coproducteurs délégués, Lewis et Forrester producteurs consultants et Spitzer et Grandy producteurs.
Cette saison comporte 28 épisodes réalisés par 16 réalisateurs. Paul Feig, Jeffrey Blitz, Ken Kwapis et Randall Einhorn réalisent tous plusieurs épisodes de la saison, tandis que Greg Daniels, David Rogers, Stephen Merchant, Jason Reitman, Dean Holland, Asaad Kelada, Ken Whittingham et Paul Lieberstein en réalisent un seul chacun. Les scénaristes Jennifer Celotta, Gene Stupnitsky et Brent Forrester font leurs débuts en tant que réalisateur, à l'instar de l'acteur vedette de la série, Steve Carell, qui réalise son premier épisode. Bien que The Office soit principalement filmé sur un plateau de studio aux Valley Center Studios à Van Nuys, en Californie, la ville de Scranton, en Pennsylvanie, où se déroule la série, est utilisée pour réaliser le générique.

## Accueil

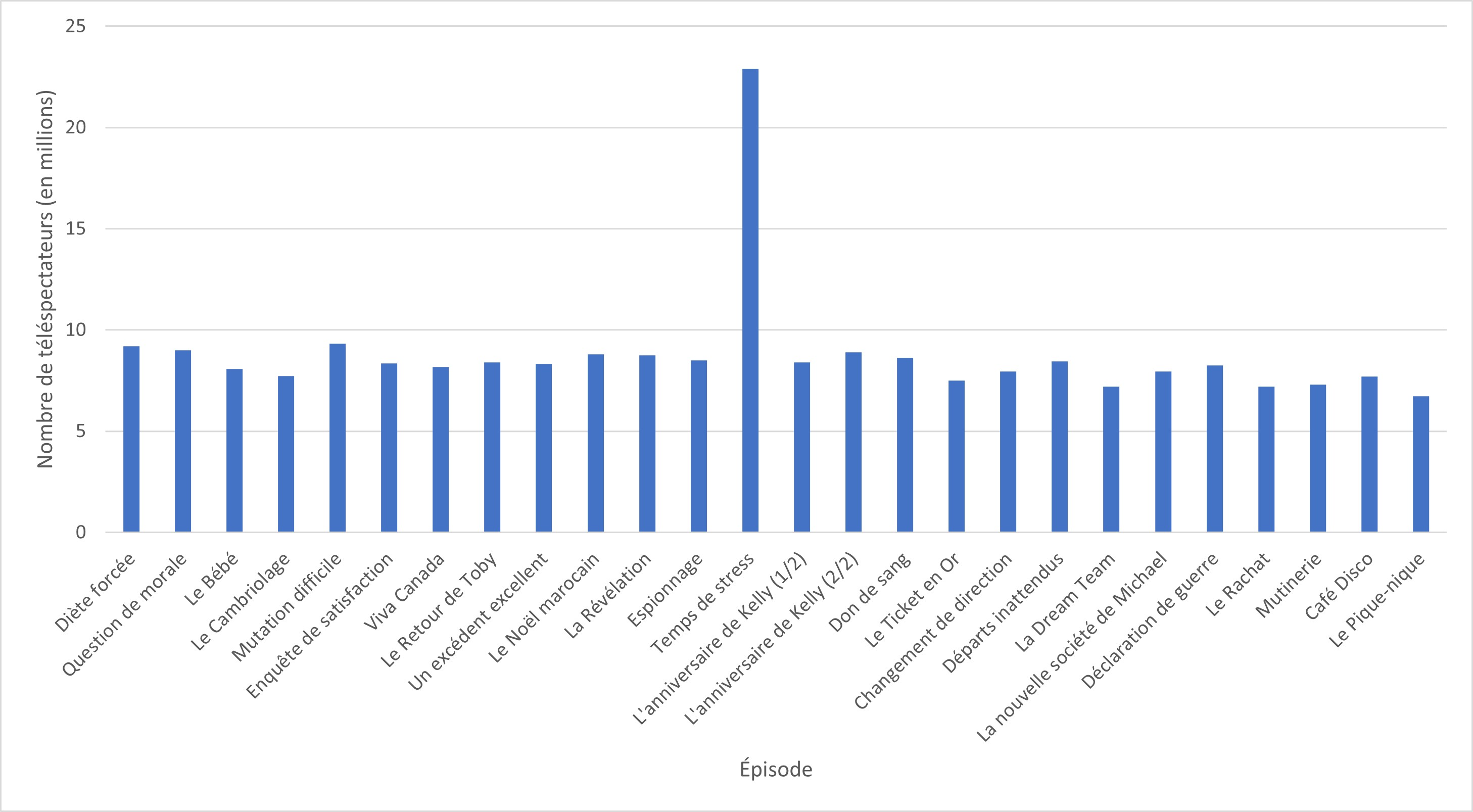
Audiences de la cinquième saison de The Office aux États-Unis.

### Audiences
Le premier épisode de la cinquième saison, Diète forcée, obtient une note de 4,9/11 sur l'échelle de Nielsen, ce qui signifie qu'il a été vu par 4,9 % des 18-49 ans et 13 % des 18-49 ans qui regardaient la télévision au moment de la diffusion. Cela représente une augmentation par rapport aux audiences de l'épisode final de la quatrième saison, Adieu, Toby. La saison atteint un pic d'audience avec l'épisode Temps de stress, car l'épisode est diffusé après le Super Bowl XLIII. Temps de stress est regardé par 22,9 millions de téléspectateurs dans 13,34 millions de foyers, selon l'échelle de Nielsen, ce qui en fait l'épisode le plus regardé de The Office et le seul à dépasser les 20 millions de téléspectateurs. L'épisode final de la saison, Le Pique-nique, devient l'épisode le moins bien noté de la saison avec 6,72 millions de téléspectateurs et un taux de 3,9/12 % dans la tranche des 18-49 ans.
La saison se classe au 52e rang des séries télévisées les plus regardées au cours de la saison télévisuelle 2008-2009 aux États-Unis sur 193 programmes. Il s'agit d'une hausse significative des résultats par rapport à la saison précédente, qui s'était classée au 77e rang,.

### Critiques
La saison 5 de The Office reçoit des critiques généralement positives. DVDTalk.com attribue à la saison quatre étoiles sur cinq : « Après une quatrième saison tronquée et légèrement inégale, la saison 5 de The Office s'impose comme l'une des meilleures à ce jour. L'équilibre sans effort de la série entre drame, intrigue et comédie parfaite reste remarquablement cohérent, grâce à des performances fortes, une écriture intelligente et une équipe créative dévouée »,. Film.com en donne une critique positive et explique que « La saison 5 nous rappelle pourquoi nous continuons à encourager Michael Scott »,. Pour Sitcoms Online, « C'est une grande série [...] et il sera extrêmement intéressant de voir comment la série est poursuivie cet automne. C'est la série la plus drôle de la télévision en ce moment, à mon avis, et je recommande vivement la cinquième saison »,. Travis Fickett d'IGN déclare que cela « ressemble beaucoup à la pente descendante d'une grande série. Je ne crois pas que ce soit une mauvaise saison, mais c'est une saison qui nous permet de voir l'âge de la série et de mettre son concept à l'épreuve »,. Il félicite les scénaristes pour avoir essayé de changer le statu quo, ce qu'il juge « à la fois nécessaire et appréciable »,. Il donne finalement à la saison une note de 7,9/10. Alan Sepinwall, du Star-Ledger, qualifie la saison de « ma saison préférée de The Office à ce jour », ajoutant : « Je ne sais pas si elle a jamais été aussi satisfaisante, parce que les personnages sont devenus si riches, et parce que les scénaristes [...] ont vraiment appris à faire confiance à leurs acteurs pour transmettre tant d'émotions dans des moments vraiment calmes »,.

### Distinctions
La cinquième saison est nommée pour de nombreux prix. Elle compte dix nominations aux Emmy Awards, trois aux Teen Choice Awards et deux aux Television Critics Association Awards. Les dix nominations pour les 61e cérémonie des Primetime Emmy Awards sont annoncées le 16 juillet. Les producteurs de la série sont nommés dans la catégorie meilleure série télévisée comique, tandis que Jeffrey Blitz remporte l'Emmy Award de la meilleure réalisation pour une série télévisée comique pour l'épisode Temps de stress. Pour leurs interprétations de de Michael Scott et Dwight Schrute, Steve Carell et Rainn Wilson sont respectivement nommés dans les catégories meilleur acteur dans une série télévisée comique et meilleur acteur dans un second rôle dans une série télévisée comique. Dans la catégorie meilleur montage à une ou plusieurs caméras pour une série télévisée comique sont nommés Stuart Brass pour l'épisode Départs inattendus, Claire Scanlon pour La Dream Team et David Rogers et Dean Holland pour Temps de stress. Ben Patrick, John W. Cook III et Peter J. Nusbaum sont quant à eux nommés dans la catégorie meilleur mixage sonore pour une série télévisée comique, dramatique (demi-heure) ou d'animation pour leur travail sur La nouvelle société de Michael. Enfin, Allison Jones est nommée à l'Emmy Award du meilleur casting pour une série télévisée comique et NBC.com est nommé dans la catégorie du meilleur média interactif - Fiction pour The Office Media Experience,.
La série est nommée aux Teen Choice Awards dans les catégories meilleure série comique, meilleure acteur dans une série comique pour Steve Carell et meilleure actrice dans une série comique pour Jenna Fischer, ainsi qu'aux Television Critics Association Awards dans les catégories meilleure série comique et meilleure interprétation dans une série comique pour Carell. La série est également nommée aux prix des meilleures séries de la décennie des Television Critics Association Awards dans les catégories meilleure série comique, meilleur acteur comique et meilleure actrice comique.

## Liste des épisodes

### Épisodes 1 et 2:Diète forcée
- États-Unis : 25 septembre 2008[36]
- France : 15 juillet 2010[37]

- États-Unis : 9,2 millions de téléspectateurs[38]

### Épisode 3:Question de morale
- États-Unis : 9 octobre 2008[36]
- France : 22 juillet 2010[37]

- États-Unis : 8,99 millions de téléspectateurs[38]

### Épisode 4:Le Bébé
Pour les articles homonymes, voir Bébé.
- États-Unis : 16 octobre 2008[36]
- France : 23 juillet 2010[37]

- États-Unis : 8,07 millions de téléspectateurs[38]

### Épisode 5:Le Cambriolage
- États-Unis : 23 octobre 2008[36]
- France : 29 juillet 2010[37]

- États-Unis : 7,74 millions de téléspectateurs[38]

Holly et Michael organisent leur troisième rendez-vous, ce qui les amène à avoir leur première relation sexuelle. En sortant des bureaux, ils oublient de fermer les portes et découvrent le lendemain que les locaux ont été cambriolés. Ils organisent donc une vente aux enchères afin de récolter des fonds pour racheter le matériel volé.
Dwight parle de sa relation avec Angela avec Phyllis qui les a surpris il y a peu. Elle lui conseille alors de lui lancer un ultimatum, choisir entre lui et Andy, mais Angela refuse de choisir et Dwight le reproche à Phyllis.

### Épisode 6:Mutation difficile
- États-Unis : 30 octobre 2008[36]
- France : 30 juillet 2010[37]

- États-Unis : 9,32 millions de téléspectateurs[38]

La direction décide de muter Holly en apprenant qu'elle sortait avec Michael. Ils prennent la route ensemble vers le New Hampshire avec Darryl conducteur. Plus la destination approche, plus la tristesse grandit et ils réalisent qu'une relation à grande distance sera invivable.
Pam rencontre les frères de Jim afin de fêter ensemble leurs fiançailles. Mais le dîner ne se passe pas comme prévu et les deux frères passent plus de temps à se moquer des ambitions artistiques de Pam qu'à la connaître.

### Épisode 7:Enquête de satisfaction
- États-Unis : 6 novembre 2008[36]
- France : 5 août 2010[37]

- États-Unis : 8,35 millions de téléspectateurs[38]

### Épisode 8:Viva Canada
- États-Unis : 13 novembre 2008[36]
- France : 6 août 2010[37]

- États-Unis : 8,18 millions de téléspectateurs[38]

### Épisode 9:Le Retour de Toby
- États-Unis : 20 novembre 2008[36]
- France : 12 août 2010[37]

- États-Unis : 8,4 millions de téléspectateurs[38]

### Épisode 10:Un excédent excellent
- États-Unis : 4 décembre 2008[36]
- France : 12 août 2010[37]

- États-Unis : 8,33 millions de téléspectateurs[38]

### Épisode 11:Le Noël marocain
- États-Unis : 11 décembre 2008[36]
- France : 19 août 2010[37]

- États-Unis : 8,79 millions de téléspectateurs[38]

### Épisode 12:La Révélation
- États-Unis : 15 janvier 2009[36]
- France : 19 août 2010[37]

- États-Unis : 8,50 millions de téléspectateurs[38]

### Épisode 13:Espionnage
- États-Unis : 22 janvier 2009[36]
- France : 20 août 2010[37]

- États-Unis : 8,74 millions de téléspectateurs[38]

### Épisodes 14 et 15:Temps de stress
- États-Unis : 1er février 2009[36]
- France : 26 août 2010[37]

- États-Unis : 22,91 millions de téléspectateurs[38]

- Jack Black
- Jessica Alba
- Cloris Leachman

### Épisode 16:L'anniversaire de Kelly (1/2)
- États-Unis : 5 février 2009[36]
- France : 27 août 2010[37]

- États-Unis : 8,39 millions de téléspectateurs[38]

- Rashida Jones

### Épisode 17:L'anniversaire de Kelly (2/2)
- États-Unis : 12 février 2009[36]
- France : 2 septembre 2010[37]

- États-Unis : 8,83 millions de téléspectateurs[38]

### Épisode 18:Don de sang
- États-Unis : 5 mars 2009[36]
- France : 2 septembre 2010[37]

- États-Unis : 8,63 millions de téléspectateurs[38]

### Épisode 19:Le Ticket en Or
- États-Unis : 12 mars 2009[36]
- France : 2 septembre 2010[37]

- États-Unis : 7,51 millions de téléspectateurs[38]

### Épisode 20:Changement de direction
- États-Unis : 19 mars 2009[36]
- France : 9 septembre 2010[37]

- États-Unis : 7,95 millions de téléspectateurs[38]

### Épisode 21:Départs inattendus
- États-Unis : 26 mars 2009[36]
- France : 9 septembre 2010[37]

- États-Unis : 8,45 millions de téléspectateurs[38]

### Épisode 22:La Dream Team
- États-Unis : 9 avril 2009[36]
- France : 9 septembre 2010[37]

- États-Unis : 7,2 millions de téléspectateurs[38]

### Épisode 23:La nouvelle société de Michael
- États-Unis : 9 avril 2009[36]
- France : 16 septembre 2010[37]

- États-Unis : 7,94 millions de téléspectateurs[38]

### Épisode 24:Déclaration de guerre
- États-Unis : 16 avril 2009[36]
- France : 16 septembre 2010[37]

- États-Unis : 8,24 millions de téléspectateurs[38]

### Épisode 25:Le Rachat
- États-Unis : 23 avril 2009[36]
- France : 16 septembre 2010[37]

- États-Unis : 7,21 millions de téléspectateurs[38]

### Épisode 26:Mutinerie
- États-Unis : 30 avril 2009[36]
- France : 23 septembre 2010[37]

- États-Unis : 7,31 millions de téléspectateurs[38]

Avec le retour de Michael qui a laissé les porte-feuilles des clients pris à Dunder-Mifflin à Pam et Ryan, les autres commerciaux fomentent contre les deux nouveaux. Jim décide de se tenir à l'écart et se retrouve à jouer avec Creed. Dwight parvient à forcer Michael à s'excuser et rendre les clients à leurs anciens commerciaux, mais ils n'ont plus assez de clients pour justifier leur poste, aussi Michael doit choisir et donne sa chance à Pam, Ryan revenant à un statut d'intérimaire.

### Épisode 27:Café Disco
- États-Unis : 7 mai 2009[36]
- France : 23 septembre 2010[37]

- États-Unis : 7,71 millions de téléspectateurs[38]

### Épisode 28:Le Pique-nique
- États-Unis : 14 mai 2009[36]
- France : 23 septembre 2010[37]

- États-Unis : 6,72 millions de téléspectateurs[38]

## Sortie en vidéo
La cinquième saison sort sous forme de coffrets en DVD et en Blu-ray le 9 septembre 2009. Le coffret de 5 DVD comprend, outre les épisodes, de nombreuses scènes coupées, des commentaires d'épisodes par différents membres de l'équipe de production, un bêtisier, une présentation de la série faite par l'Academy of Television Arts and Sciences, les publicités de la série diffusées pendant le Super Bowl et pendant les Jeux olympiques d'été de 2008 à Pékin, ainsi que plusieurs webisodes. La version Blu-ray comporte 4 disques et comprend, en plus du contenu DVD, BD-Live, un programme qui permet d'accéder au BD-Live Center pour consulter des contenus en ligne tels que des bandes-annonces et télécharger des contenus exclusifs. Un autre logiciel inclus est le One-Liner Soundboard qui permet aux utilisateurs de créer des mixages audio à partir d'enchaînements de one-liners et de citations de la série, et de les partager en ligne via BD-Live. À la même date, le coffret des cinq premières saisons de The Office (The Office : Seasons 1-5 Collection) est également mis à disposition.
| The Office: Season 5 — DVD | The Office: Season 5 — Blu-ray |
| Détails | Détails |
| - 28 épisodes - Coffret de cinq disques - Aspect ratio 1.78:1 - Langues : - Anglais (Dolby Digital 5.1 Surround) - Sous-titres : - Anglais, Espagnol - Durée totale : 10 heures et 4 minutes - Dates de sortie : - Région 1 : 8 septembre 2009 - Région 2 : 23 mars 2010 | - 26 épisodes - Coffret de quatre disques - Aspect ratio 1.78:1 - Langues : - Anglais (Dolby Digital Master Audio 5.1) - Sous-titres : - Anglais, Espagnol - Durée totale : 10 heures et 4 minutes - Date de sortie : - Région A : 8 septembre 2009 |
| Caractéristiques | Caractéristiques |
| - Commentaires sur certains épisodes - Publicités diffusées pendant le Super Bowl et pendant les Jeux olympiques d'été de 2008 - Scènes coupées - Bêtisier - L'Academy Of Television Arts and Sciences présente The Office - Webisodes                                   | - Tous les bonus du DVD - BD-Live - One-Liner Soundboard |

### Citations originales
1. ↑  (en) « After a truncated and ever-so-slightly uneven fourth year, Season 5 of The Office stands tall as one of the finest to date. The show's effortless balance of drama, intrigue and pitch-perfect comedy remains remarkably consistent, thanks to strong performances, clever writing and a devoted creative team ».
2. ↑  (en) « Season five reminds us why we continue to root for Michael Scott ».
3. ↑  (en) « It's a great show [...] and it'll be extremely interesting to see how the show is continued this fall. It's the funniest show on broadcast TV right now, in my opinion, and I highly recommend the fifth season ».
4. ↑  (en) « feels a lot like the downward slope of a great series. I don't believe this was a bad season, but it is a season that let us see the show's age and put the concept to the test ».
5. ↑  (en) « both necessary and appreciated ».
6. ↑  (en) « I don't know that it's ever been this consistently satisfying, because the characters have become so richly-drawn, and because the writers [...] have really learned to trust their actors to convey so much emotion in really quiet moments ».